# Dendrophthora cuneifolia
Dendrophthora cuneifolia är en sandelträdsväxtart som beskrevs av J. Kuijt. Dendrophthora cuneifolia ingår i släktet Dendrophthora och familjen sandelträdsväxter. Inga underarter finns listade i Catalogue of Life.